# Stanley Kebenei
Stanley Kipkoech Kebenei  (né le 6 novembre 1989) est un athlète américain, spécialiste du 3 000 m steeple.

## Biographie
Médaillé d'argent des Championnats d'Amérique du Nord, d'Amérique centrale et des Caraïbes 2015, il se classe deuxième des Championnats des États-Unis 2017 et se qualifie pour les championnats du monde de Londres. En juillet 2017, à Monaco, il porte son record personnel à 8 min 8 s 30.

## Palmarès
| Date | Compétition           | Lieu     | Résultat | Épreuve     | Temps         |
| ---- | --------------------- | -------- | -------- | ----------- | ------------- |
| 2015 | Championnats NACAC    | San José | 2e       | 3 000 m st. | 8 min 52 s 82 |
| 2017 | Championnats du monde | Londres  | 5e       | 3 000 m st. | 8 min 21 s 09 |
| 2019 | Championnats du monde | Doha     |          | 3 000 m st. |               |

## Records
| Épreuve         | Performance  | Lieu   | Date            |
| --------------- | ------------ | ------ | --------------- |
| 3 000 m steeple | 8 min 8 s 30 | Monaco | 21 juillet 2017 |